# راز سایروس
راز سایروس (به انگلیسی: Being Cyrus) فیلمی محصول سال ۲۰۰۶ و به کارگردانی هومی آداجانیا است. در این فیلم بازیگرانی همچون سیف علی خان، نصیرالدین شاه، دیمپل کاپادیا، بومان ایرانی، سیمونه سینگ ایفای نقش کرده‌اند.